# Earth, Wind & Fire
Earth, Wind & Fire (en español: Tierra, Viento y Fuego), conocidos también como EWF, es un grupo musical estadounidense, formado en Chicago (Illinois) en 1970. Fue fundado por Maurice White. Utiliza varios géneros de música, una fusión de disco, R&B, funk con el jazz, soul, góspel, pop, blues, psicodelia, folk, música africana y rock and roll. Durante su carrera han sido 20 veces candidatos a los Grammy, ganando 6 premios. También obtuvieron su propia estrella en el Paseo de la Fama de Hollywood, junto a la del jamaicano Bob Marley.
Con ventas de más de 90 millones de discos, es una de las bandas más vendidas del mundo de todos los tiempos.
La banda fue fundada en Chicago por Maurice White en 1969, habiendo surgido de una banda anterior conocida como Salty Peppers. Otros miembros destacados de EWF han incluido a Philip Bailey, Verdine White, Ralph Johnson, Larry Dunn, Al McKay, Roland Bautista, Robert Brookins, Sonny Emory, Fred Ravel, Ronnie Laws, Sheldon Reynolds y Andrew Woolfolk. La banda es conocida por su sonido de kalimba, sección de trompeta dinámica, espectáculos escénicos enérgicos y elaborados, y el contraste entre la voz en falsete de Philip Bailey y el barítono de Maurice White.

## Historia

### Inicios
En 1969, Maurice White, ex batería de sesión de Chess Records y exmiembro del Ramsey Lewis Trío, se unió a dos amigos en Chicago, Wade Flemons y Don Whitehead, para formar un equipo de composición. Escribieron canciones y comerciales en el área de Chicago y consiguieron un contrato discográfico con Capitol Records. Bajo el nombre artístico de "The Salty Peppers", tuvieron un modesto éxito con su primer sencillo, "La La Time". Con el segundo sencillo, "Uh Huh Yeah", no les fue tan bien y White se mudó de Chicago a Los Ángeles. Agregó a la banda a su hermano menor Verdine, a la cantante Sherry Scott y al percusionista Yackov Ben Israel. Comenzaron a enviar maquetas con Donny Hathaway a varios sellos discográficos y la banda finalmente firmó con Warner Bros. Records.
En 1970 toman el nombre de Earth, Wind & Fire en base al signo astrológico de Maurice White, Sagitario, que tiene una cualidad elemental primaria de fuego y cualidades estacionales de tierra y aire, según las triplicidades clásicas, de ahí la omisión del Agua, el cuarto elemento clásico. White realizó más audiciones en Los Ángeles, agregando a la formación a Michael Beal en la guitarra, Chester Washington en el saxofón y Leslie Drayton a la trompeta. White continuó como percusionista y vocalista principal y Drayton se desempeñó como arreglista del grupo. El trombonista Alex Thomas completó la formación. Warner Bros designó a Joe Wissert como productor de la banda.
El álbum debut homónimo de la banda fue lanzado en febrero de 1971 en Warner Bros. El álbum alcanzó el puesto 24 en la lista Billboard Top Soul Albums y fue certificado Disco de Oro en Francia por el SNEP. En 1971, interpretaron la banda sonora completa de la película Sweet Sweetback's Baadasssss Song de Melvin Van Peebles. El álbum fue lanzado por Stax Records y alcanzó el número 13 en la lista Billboard Top R&B Albums. En noviembre de ese mismo año, se publicó el segundo álbum del grupo, titulado The Need of Love. El disco llegó al puesto 35 en la lista Billboard Top Soul Albums. Un sencillo del álbum llamado "I Think About Lovin' You" alcanzó el puesto 44 en la lista Billboard Hot Soul Songs.
La banda comenzó a ganar popularidad, especialmente en los campus universitarios y algunos miembros acusaron inquietudes y desgaste por lo que White tomó la decisión de refundar por completo la formación. Durante 1972, agregó a la vocalista Helena Davis, Ronnie Laws en la flauta y el saxofón, el guitarrista rítmico Roland Bautista, el teclista Larry Dunn, el vocalista Philip Bailey y el percusionista Ralph Johnson. Davis pronto fue reemplazada por Jessica Cleaves, exmiembro del grupo de R&B The Friends of Distinction. Tras un concierto en el Rockefeller Center de Nueva York, el presidente de Columbia Records, Clive Davis, que se encontraba entre el público, quedó tan impresionado por la actuación que compró el contrato del grupo con Warner Bros.

### Éxito comercial
Su álbum debut en Columbia Records, Last Days and Time, se publicó en octubre de 1972. El álbum alcanzó el puesto 15 en la listas listas de éxitos de Estados Unidos y el 9 en las del Reino Unido. Poco después, Roland Bautista y Ronnie Laws dejaron la formación. Philip Bailey recomendó al saxofonista Andrew Woolfolk, como reemplazo de Laws. Woolfolk había estado estudiando en Nueva York con el maestro del saxo Joe Henderson. Para llenar el vacío creado por la partida de Bautista, se agregaron los guitarristas rítmicos Al McKay y Johnny Graham. Graham tocó anteriormente con New Birth, mientras que McKay fue miembro de la banda de Ike & Tina Turner. En mayo de 1973 publicaron su cuarto álbum de estudio, Head to the Sky, que fue certificado Disco de Platino en Estados Unidos por la RIAA.
El siguiente álbum de la banda fue coproducido por White y Wissert. Open Our Eyes fue grabado en el Caribou Ranch Studio de Colorado y lanzado en marzo de 1974. El álbum subió al número número 15 en la lista Billboard 200. Open Our Eyes fue certificado Disco de Platino en Estados Unidos. Los sencillos "Mighty Mighty" y "Devotion" alcanzaron el número 29 y 33 respectivamente en la lista Billboard Hot 100. Tras la publicación de Open Our Eyes, el hermano menor de Maurice White, Fred White, se unió a la banda. Anteriormente había tocado en clubes de Chicago como batería de Donny Hathaway y Little Feat. El 6 de abril de 1974, la banda actuó en el California Jam, un festival de rock de la costa oeste que atrajo a una audiencia de 200.000 personas. El concierto fue televisado en los Estados Unidos el 10 de mayo de 1974 por la cadena ABC. En septiembre, Warner Bros. lanzó un álbum doble recopilatorio titulado Another Time con todas las canciones de los dos primeros álbumes de estudio de la banda. A final de año, colaboraron con Ramsey Lewis en su álbum Sun Goddess, que fue producido por Maurice White. El álbum llegó al número 12 en la lista Billboard 200.
Durante 1975, Sig Shore, productor de la película Super Fly, contactó con el grupo para grabar la banda sonora de una nueva película titulada That's the Way of the World. Con guion de Robert Lipsyte, la película fue protagonizada por Harvey Keitel, quien interpretó el papel de un productor discográfico que escucha la actuación de "The Group" (Earth, Wind & Fire) y queda cautivado en el acto. That's the Way of the World fue un éxito de taquilla. El álbum de la banda sonora se publicó en marzo de 1975 por Columbia Records y subió al número 1 en la lista Billboard 200. Fue certificado triple platino en los Estados Unidos. Del disco se extrajo el sencillo "Shining Star", que alcanzó el número 1 de la lista Billboard Hot 100. La canción ganó un premio Grammy a la mejor interpretación de R&B de un dúo o grupo con voz. Con el éxito del álbum, la banda pudo contratar su propia sección de viento, apodada Phenix Horns, y compuesta por el saxofonista Don Myrick, el trombonista Louis Satterfield y los trompetistas Rahmlee Davis y Michael Harris. Myrick y Satterfield habían trabajado previamente con White durante sus días como batería de sesión en Chess Records. Después de su primera gira europea, el grupo regresó al estudio y en noviembre de 1975 publicaron el álbum doble Gratitude, en su mayoría compuesto de grabaciones en vivo y algunas pistas nuevas de estudio. Alcanzó el número 1 en la lista Billboard 200 y fue certificado triple platino en Estados Unidos.
Charles Stepney murió de un ataque al corazón el 17 de mayo de 1976 en Chicago a la edad de 45 años. Con la muerte de Stepney, White pasó a producir el nuevo LP de la banda, Spirit, que se publicó en octubre de 1976. El título del álbum rendía homenaje a Stepney. En noviembre de 1977, la banda lanzó All 'n All, su octavo álbum de estudio. Fue inspirado por el viaje de un mes de Maurice White a través de Argentina y Brasil. El álbum subió al número 3 en la lista Billboard 200 y ganó un Grammy a la mejor interpretación vocal de R&B. El álbum fue certificado triple platino en Estados Unidos. En abril de 1978, la banda apareció en un especial de Natalie Cole transmitido por CBS.
Earth, Wind & Fire también aparecieron en el largometraje de 1978, Sgt. Pepper's Lonely Hearts Club Band donde interpretaron una versión de "Got to Get You into My Life" de los Beatles. A pesar del fracaso comercial de la película, la versión de "Got to Get You into My Life" fue el mayor éxito de la banda sonora, alcanzando el número 9 en la lista de sencillos de Billboard Hot 100 y siendo nominada al Grammy a la Mejor Interpretación Vocal Pop.
En noviembre de 1978, la banda publicó un álbum recopilatorio titulado The Best of Earth, Wind & Fire, Vol. 1. En el álbum se incluyó un tema nuevo "September", que fue lanzado como sencillo alcanzando el puesto número 1 en la lista Billboard Hot Soul Songs, el número 8 en el Billboard Hot 100 y el número 3 en la lista de singles del Reino Unido. El álbum fue certificado quíntuple platino en los Estados Unidos por la RIAA. En enero de 1979, la banda interpretó "September" en el Music for UNICEF Concert. El concierto fue retransmitido a nivel mundial desde la Asamblea General de las Naciones Unidas. Otros artistas que actuaron en el evento fueron ABBA, Andy Gibb, los Bee Gees, Olivia Newton-John, Donna Summer y Rod Stewart.
En octubre de 1980, el grupo publicó un álbum doble titulado Faces. El disco fue grabado en parte en la isla caribeña de Montserrat. En una entrevista de 2007, cuando se le preguntó qué álbum de EWF era su favorito, Maurice White respondió: "Probablemente Faces porque estábamos realmente en sintonía... y nos dio la oportunidad de explorar nuevas áreas". Poco después de su lanzamiento, el guitarrista Al McKay dejó la banda.
White decidió que, dado el panorama musical cambiante, la banda necesitaba incorporar a su trabajo más sonido electrónico que era popular en ese momento. Como resultado, el undécimo álbum de EWF, Raise!, fue influenciado por este nuevo sonido electrónico y lanzado en el otoño de 1981. Con este álbum, el guitarrista rítmico Roland Bautista regresó a la formación. Bautista pasó a darle al sonido de la banda un toque de rock duro con su forma de tocar. Raise! alcanzó el número 5 en la lista Billboard 200 y fue certificado Disco de Platino en Estados Unidos. El sencillo "Let's Groove" alcanzó el número 1 en la lista Billboard Hot R&B Songs y el número 3 en la lista Billboard Hot 100 y fue nominada a un Grammy en la categoría de Mejor interpretación de R&B. El 30 de octubre de 1981, la banda interpretó la canción en el especial del 30 aniversario de American Bandstand. En 1981, Phenix Horns, la sección de viento de la banda, también comenzó a colaborar con Phil Collins y su banda Genesis.
El grupo apareció en la banda sonora de la película animada Rock & Rule, estrenada en abril de 1983 con la canción "Dance, Dance, Dance". Artistas como Debbie Harry de Blondie, Lou Reed y Cheap Trick también aparecieron en la banda sonora. En noviembre de 1983, EWF publicó su decimotercer álbum de estudio, titulado Electric Universe. Con el álbum llegó un sonido pop de sintetizador completamente nuevo.
En 1984 Maurice White decidió que la banda necesitaba un descanso. Durante la pausa, White produjo el álbum Emotion, de Barbra Streisand y el álbum Fantasy, de Ramsey Lewis. White lanzó un álbum en solitario homónimo en 1985 en Columbia Records. Una versión de "Stand by Me" de Ben E. King llegó al número 6 en la lista Billboard Hot R&B Singles y al número 11 en Billboard Adult Contemporary Songs. White coprodujo el LP Joyride de 1986 de Pieces of a Dream. El álbum alcanzó el número 3 en la lista Billboard Traditional Jazz Albums y el número 18 en la lista Billboard Top Soul Albums. Ese mismo año produjo también el álbum de Neil Diamond, Headed for the Future. White participó como invitado en el álbum Earth Run del guitarrista Lee Ritenour6, nominado al Grammy. En 1987 produjo el álbum Keys to the City de Ramsey Lewis.
Philip Bailey publicó su segundo álbum en solitario, Chinese Wall, en 1984 en Columbia. Grabó un disco de góspel nominado al Grammy titulado The Wonders of His Love y apareció en el álbum Vox Humana de Kenny Loggins de 1985. En 1986, Bailey lanzó su tercer álbum de estudio, Inside Out, y su segundo disco de góspel, Triumph, que ganó un Grammy. Bailey colaboró en el álbum In Square Circle de Stevie Wonder y en el álbum After Dark de Ray Parker Jr..
Durante 1987, Maurice White volvió a convocar a la banda. Verdine, Johnson, Bailey y Woolfolk regresaron. Los nuevos miembros, el guitarrista y vocalista Sheldon Reynolds, el teclista Vance Taylor y el baterista Sonny Emory completaron la formación. Se creó una nueva sección de vientos denominada Earth, Wind & Fire Horns, compuesta por Gary Bias al saxofón, Raymond Lee Brown a la trompeta y Reggie Young al fliscorno y trombón. Con esta formación vio la luz el álbum de estudio Touch the World que se publicó en noviembre de 1987. En noviembre de 1988, EWF publicó un álbum recopilatorio titulado The Best of Earth, Wind & Fire, vol. 2.
La banda apareció en el álbum recopilatorio Music Speaks Louder Than Words lanzado en 1990 en Epic Records junto a artistas como Phoebe Snow, Roberta Flack, Cyndi Lauper, Patti LaBelle, Animotion y Anne Murray. Las canciones fueron compuestas por músicos y compositores estadounidenses y soviéticos y los ingresos se destinaron al programa AFS Intercultural Exchanges, un organismo internacional que fomenta el intercambio estudiantes.
En 1992 el grupo publicó un álbum recopilatorio llamado The Eternal Dance, el primer boxset de la banda. El 30 de julio de 1993, el ex saxofonista de Phenix Horns, Don Myrick, recibió un disparo fatal de un oficial del Departamento de Policía de Santa Mónica. El 13 de octubre de ese mismo año, el ex vocalista principal Wade Flemons murió de cáncer en Battle Creek (Míchigan). En noviembre, la banda actuó en el especial del vigésimo aniversario de los American Music Awards. Durante 1994, EWF fue incluida en el Salón de la Fama del Premio de Imagen NAACP. El 14 de septiembre del año siguiente, la banda recibió otro homenaje en forma de estrella en el Paseo de la Fama de Hollywood. Maurice White, Sonny Emory, Sheldon Reynolds, Bailey, Johnson, Woolfolk y Verdine asistieron a la ceremonia de inauguración.
En 1997 publicaron In the Name of Love, lanzado por Rhino Records. Maurice White dejó de participar en las giras y Bailey asumió el papel de líder en el escenario. White mantuvo el control ejecutivo. Durante la primavera de 1999, la apareció en la banda sonora de la comedia animada The PJs y un álbum recopilatorio titulado The Ultimate Collection con Columbia Records. El álbum alcanzó el puesto 34 en la lista de álbumes pop del Reino Unido.
En 1999 Maurice White reveló que padecía la enfermedad de Parkinson. Artistas como Steven Tyler de Aerosmith, Boyz II Men, Smokey Robinson, Isaac Hayes, Michael Jackson, Eric Clapton y Tom Morello de Rage Against the Machine publicaron mensajes de apoyo para el líder de Earth, Wind & Fire. White, sin embargo, tenía la enfermedad bajo control, tanto que ocasionalmente aparecía en presentaciones de la banda y continuó escribiendo, grabando, produciendo y desarrollando nuevas grabaciones.

### Últimos años

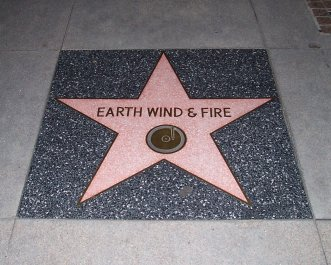
Estrella en el Paseo de la Fama de Hollywood

El 6 de marzo de 2000, Earth, Wind & Fire fue incluido en el Salón de la Fama del Rock and Roll por la artista de hip hop Lil' Kim con una ovación de pie durante la 15.ª ceremonia anual celebrada en el Hotel Waldorf-Astoria de Nueva York. Maurice, Bailey, Verdine y Johnson, así como los exmiembros Al McKay, Larry Dunn, Woolfolk, Fred White y Johnny Graham asistieron a la ceremonia.
El grupo fue un invitado a la cena de estado que el 20 de junio de 2000 organizó Bill Clinton en el Jardín Sur de la Casa Blanca en honor de Su Majestad Mohammed VI, Rey de Marruecos. El rey quedó tan impresionado por la actuación de la banda que hizo una solicitud personal para que EWF actuara en Marruecos para la celebración de su 37 cumpleaños el 21 de agosto de 2000.
En 2001, se lanzó un documental biográfico de la banda titulado Shining Stars: The Official Story Of Earth, Wind & Fire, dirigido por Kathryn Arnold. El 24 de febrero de 2002, Earth, Wind & Fire actuó en la ceremonia de clausura de los Juegos Olímpicos de Invierno de 2002 celebrados en Salt Lake City. El 17 de junio de 2002, recibieron el Premio Rhythm & Soul Heritage que entrega la American Society of Composers, Authors and Publishers. La gala de entrega fue presentada por la presidenta y presidente de ASCAP, Marilyn Bergman, Stevie Wonder y Jimmy Jam.
El 7 de julio de 2003, la banda fue incluida en el Rockwalk de Hollywood. En septiembre de 2003, ingresaron en el Salón de la Fama de los Grupos Vocales. El 8 de febrero de 2004, realizaron un tributo a la música funk en la 46ª entrega anual de los premios Grammy celebrada en el Staples Center de Los Ángeles junto a Parliament Funkadelic, OutKast y Robert Randolph and the Family Band.
El 11 de diciembre de 2004, el grupo fue honrado en el primer Grammy Jam anual que se llevó a cabo en el Teatro Wiltern de Los Ángeles. En el Grammy Jam, artistas como Stevie Wonder, Yolanda Adams, India Arie, George Benson, Kanye West, George Duke, Usher y Jill Scott rindieron homenaje a la banda a través de sus actuaciones. Actuaron en el programa especial Dick Clark's New Year's Rockin' Eve el 31 de diciembre de 2004. El 6 de febrero de 2005, actuaron en el espectáculo previo a la Super Bowl en Jacksonville (Florida) formando equipo con The Black Eyed Peas para cantar "Where Is the Love?" y "Shining Star".
En 2004, Eath, Wind and Fire y Chicago se embarcaron en una gira nacional conjunta. Produjo un DVD de un concierto que tuvo lugar en el Teatro Griego de Los Ángeles titulado Chicago & Earth, Wind & Fire – Live at the Greek Theatre. Este DVD fue lanzado el 28 de junio de 2005 y fue certificado Platino en los EE. UU. por la RIAA. Chicago y EWF colaboraron más tarde para una nueva grabación de la balada de Chicago "If You Leave Me Now", que se incluyó en el álbum recopilatorio de Chicago de 2005 Love Songs. En la 57.ª edición de los Primetime Emmy Awards celebrada el 18 de septiembre de 2005 en el Shrine Auditorium de Los Ángeles, la banda actuó como acto de apertura con Black Eyed Peas.
El 25 de abril de 2007, EWF actuó en el acto de apertura en una edición especial de American Idol titulada "Idol Gives Back". En la gala, la banda interpretó un popurrí de "Boogie Wonderland", "Shining Star" y "September". En el Concierto del Premio Nobel de la Paz en Oslo, el 11 de diciembre de 2007, EWF interpretó "Fantasy" y "September". El concierto fue retransmitido a más de 100 países. Artistas como Melissa Etheridge, Alicia Keys, Annie Lennox y Kylie Minogue también actuaron en el concierto.
Durante febrero de 2008, EWF actuó en la noche de apertura de uno de los festivales musicales más grandes y antiguos de América Latina, el Festival de Viña del Mar de Chile. El público de la gala quedó tan impresionado con la actuación de EWF que la banda recibió la Gaviota de Plata, el premio más importante del festival. La canción de EWF "In the Stone" se ha utilizado durante varios años como tema introductorio para las transmisiones de festivales.
Earth, Wind & Fire actuó en la Casa Blanca el 22 de febrero de 2009 para la Cena de Gobernadores, siendo los primeros artistas musicales en actuar allí después de que Barack Obama asumiera el cargo de Presidente de los Estados Unidos. Durante abril de 2009, el ex tecladista de EWF, Robert Brookins, murió de un ataque al corazón, a la edad de 46 años.
En 2010 Maurice White, Verdine White y Philip Bailey junto con los exmiembros de EWF, McKay y Dunn, fueron incluidos en el Salón de la Fama de los Compositores.
En noviembre de 2011, la banda recibió el premio Legend Award en los Soul Train Awards en el Fox Theatre de Atlanta. En 2012, recibió un premio Lifetime Achievement Award en los 20th Annual Trumpet Awards, celebrados en Cobb Energy Performing Arts Center en Atlanta. El 29 de febrero de 2012, el exguitarrista rítmico Roland Bautista, murió a la edad de 60 años.
Now, Then & Forever, el primer álbum del grupo en ocho años, fue lanzado el 10 de septiembre de 2013 por Legacy Recordings/Sony Music. Artistas como Siedah Garrett, el excompañero de banda Larry Dunn y Terence Blanchard hicieron apariciones especiales en el LP. El álbum también fue el primero sin aportes musicales del fundador Maurice White. Now, Then & Forever alcanzó el número 25 en las listas de álbumes pop del Reino Unido y el número 11 en el Billboard 200 de Estados Unidos.
El 13 de septiembre de 2014, EWF actuó en el Proms in the Park celebrado en Hyde Park (Londres) junto con la BBC Concert Orchestra. El 21 de octubre de 2014, la banda lanzó su primer álbum navideño, titulado Holiday. El 8 de diciembre de 2014, actuaron en el Kennedy Center Honors, en honor a Al Green. El 14 de diciembre de 2014, la banda actuó en el evento Christmas in Washington.
Maurice White murió el 4 de febrero de 2016. Junto con el resto de la banda, White recibió póstumamente un premio Grammy Lifetime Achievement Award en la ceremonia anual de los premios Grammy el 15 de febrero de 2016. En la ceremonia, Stevie Wonder y Pentatonix interpretaron "That's the Way of the World" en homenaje a su memoria.
El 10 de septiembre de 2019, el Ayuntamiento de Los Ángeles declaró que el 21 de septiembre sería el Día de Earth, Wind & Fire. El 17 de diciembre de ese mismo año recibieron el premio del Kennedy Center Honors, convirtiéndose en el primer grupo negro en ser incluido en el Kennedy Honors.

## Discografía

### Álbumes de estudio
| Año  | Álbum                       | EUA | EUA R&B | R.U. | Información adicional                                       |
| ---- | --------------------------- | --- | ------- | ---- | ----------------------------------------------------------- |
| 1971 | Earth, Wind and Fire        | 172 | 24      | —    | Primer Álbum                                                |
| 1972 | The Need of Love            | 89  | 35      | —    |                                                             |
| 1972 | Last Days and Time          | 87  | 15      | —    |                                                             |
| 1973 | Head to the Sky             | 27  | 2       | —    | RIAA: Disco de Platino                                      |
| 1974 | Open Our Eyes               | 15  | 1       | —    | RIAA: Disco de Platino                                      |
| 1975 | That's the Way of the World | 1   | 1       | —    | RIAA: 3 Discos de Platino. Se hizo otra edición en el 2005. |
| 1976 | Spirit                      | 2   | 2       | —    | RIAA: 2 Discos de Platino.                                  |
| 1977 | All 'N All                  | 3   | 1       | 13   | RIAA: 3 Discos de Platino.                                  |
| 1979 | I Am                        | 3   | 1       | 5    | RIAA: 2 Discos de Platino.                                  |
| 1980 | Faces                       | 10  | 2       | 10   | RIAA: 2 Discos de Platino.                                  |
| 1981 | Raise!                      | 5   | 1       | 14   | RIAA: Disco de Platino.                                     |
| 1983 | Powerlight                  | 12  | 4       | 22   | RIAA: Disco de Oro.                                         |
| 1983 | Electric Universe           | 40  | 8       | —    |                                                             |
| 1987 | Touch the World             | 33  | 3       | —    | RIAA: Disco de Oro.                                         |
| 1990 | Heritage                    | 70  | —       | —    |                                                             |
| 1993 | Millennium                  | 39  | 1       | —    |                                                             |
| 1997 | In the Name of Love         | —   | 50      | —    |                                                             |
| 2003 | The Promise                 | 89  | 19      | —    |                                                             |
| 2005 | Illumination                | 32  | 8       | —    |                                                             |
| 2013 | Now, Then & Forever         | 11  | 6       | 25   |                                                             |
| 2014 | Holiday                     | —   | 19      | —    |                                                             |

### Álbumes en directo, solo éxitos
| Año  | Álbum                                                   | EUA | EUA R&B | R.U. | Información adicional                   |
| ---- | ------------------------------------------------------- | --- | ------- | ---- | --------------------------------------- |
| 1975 | Gratitude                                               | 1   | 1       | —    | Solo éxitos, RIAA: 3 Discos de Platino. |
| 1978 | The Best of Earth, Wind & Fire, Vol. I                  | 6   | 3       | 6    | Solo éxitos, RIAA: 5 Discos de Platino. |
| 1986 | The Collection - 24 Essential Hits                      | —   | —       | 5    | Solo éxitos, publicado en Reino Unido   |
| 1988 | The Best of Earth, Wind & Fire, Vol. II                 | 190 | 74      | —    | Solo éxitos, Disco de Oro               |
| 1992 | The Eternal Dance                                       | —   | —       | —    | Solo éxitos                             |
| 1992 | The Very Best of Earth, Wind & Fire                     | —   | —       | 40   | Solo éxitos, publicado en Reino Unido   |
| 1995 | Definitive Collection                                   | —   | —       | —    | Solo éxitos                             |
| 1996 | Elements of Love                                        | —   | —       | —    | Baladas de éxito                        |
| 1996 | Greatest Hits Live                                      | —   | 75      | —    | Álbum en directo                        |
| 1996 | Boogie Wonderland - The Very Best of Earth, Wind & Fire | —   | —       | 29   | Solo éxitos, publicado en Reino Unido   |
| 1998 | Super Hits                                              | —   | —       | —    | Solo éxitos                             |
| 1998 | Greatest Hits                                           | —   | —       | —    | Solo éxitos                             |
| 1999 | The Ultimate Collection                                 | —   | —       | 34   | Solo éxitos, publicado en Reino Unido   |
| 2002 | The Essential Earth, Wind & Fire                        | —   | 91      | —    | Solo éxitos                             |
| 2002 | That's the Way of the World: Alive in 75                | —   | —       |      | Álbum en directo                        |
| 2003 | EWF Live in Rio                                         | —   | —       | —    | Álbum en directo                        |
| 2004 | Love Songs                                              | —   | —       | —    | Baladas de éxito                        |
| 2006 | Beautiful Ballads                                       | —   | —       | —    | Baladas de éxito                        |
| 2008 | Playlist: The Very Best of Earth, Wind & Fire           | —   | 89      | —    | Solo éxitos                             |
| 2009 | The Music of Earth, Wind & Fire                         | —   | —       | —    | Solo éxitos                             |
| 2010 | The Greatest Hits                                       | 116 | —       | 9    | Solo éxitos                             |

### Sencillos
| Año  | Canción                                                 | Hot 100 | EUA R&B | EUA Dance | R.U. | Álbum                                  |
| ---- | ------------------------------------------------------- | ------- | ------- | --------- | ---- | -------------------------------------- |
| 1971 | "Love Is Life"                                          | 93      | 43      | —         | —    | Earth, Wind and Fire                   |
| 1971 | "I Think About Lovin' You"                              | —       | 44      | —         | —    | The Need of Love                       |
| 1973 | "Evil"                                                  | 50      | 25      | —         | —    | Head to the Sky                        |
| 1973 | "Keep Your Head to the Sky"                             | 52      | 23      | —         | —    | Head to the Sky                        |
| 1974 | "Kalimba Story"                                         | 55      | 6       | —         | —    | Open Our Eyes                          |
| 1974 | "Devotion"                                              | 33      | 23      | —         | —    | Open Our Eyes                          |
| 1974 | "Mighty Mighty"                                         | 29      | 4       | —         | —    | Open Our Eyes                          |
| 1975 | "That's the Way of the World"                           | 12      | 5       | —         | —    | That's the Way of the World            |
| 1975 | "Shining Star"                                          | 1       | 1       | —         | —    | That's the Way of the World            |
| 1975 | "Sun Goddess" (with Ramsey Lewis)                       | 44      | 20      | 14        | —    | Gratitude                              |
| 1975 | "Stairway to Heaven"                                    | 39      | 11      | —         | —    |                                        |
| 1975 | "Sing a Song"                                           | 5       | 1       | 5         | —    | Gratitude                              |
| 1976 | "Getaway"                                               | 12      | 1       | 12        | —    | Spirit                                 |
| 1976 | "Saturday Nite"                                         | 21      | 4       | 12        | 17   | Spirit                                 |
| 1976 | "On Your Face"                                          | —       | 26      | —         | —    | Spirit                                 |
| 1977 | "Serpentine Fire"                                       | 13      | 1       | —         | —    | All 'N All                             |
| 1978 | "Fantasy"                                               | 32      | 12      | —         | 14   | All 'N All                             |
| 1978 | "Jupiter"                                               | —       | —       | —         | 41   | All 'N All                             |
| 1978 | "Magic Mind"                                            | —       | —       | —         | 54   | All 'N All                             |
| 1978 | "Got to Get You into My Life"                           | 9       | 1       | —         | 33   | The Best of Earth, Wind & Fire, Vol. 1 |
| 1978 | "September"                                             | 8       | 1       | —         | 3    | The Best of Earth, Wind & Fire, Vol. 1 |
| 1979 | "In the Stone"                                          | 58      | 23      | —         | 53   | I Am                                   |
| 1979 | "Boogie Wonderland" (with The Emotions)                 | 6       | 2       | 14        | 4    | I Am                                   |
| 1979 | "After the Love Has Gone"                               | 2       | 2       | —         | 4    | I Am                                   |
| 1979 | "Star"                                                  | 64      | 47      | —         | 16   | I Am                                   |
| 1979 | "Can't Let Go"                                          | —       | —       | —         | 46   | I Am                                   |
| 1980 | "You"                                                   | 48      | 10      | —         | —    | Faces                                  |
| 1980 | "Let Me Talk"                                           | 44      | 8       | 85        | 29   | Faces                                  |
| 1980 | "Back on the Road"                                      | —       | —       | —         | 63   | Faces                                  |
| 1981 | "Let's Groove"                                          | 3       | 1       | 3         | 3    | Raise!                                 |
| 1981 | "Wanna Be with You"                                     | 51      | 15      | —         | —    | Raise!                                 |
| 1981 | "I've Had Enough"                                       | —       | —       | 3         | 29   | Raise!                                 |
| 1981 | "Lookin for You"                                        | 93      | 43      | —         | —    | Hero                                   |
| 1983 | "Fall in Love with Me"                                  | 17      | 4       | 31        | 47   | Powerlight                             |
| 1983 | "Side by Side"                                          | 76      | 15      | —         | —    | Powerlight                             |
| 1983 | "Spread Your Love"                                      | —       | 57      | —         | —    | Powerlight                             |
| 1983 | "Magnetic"                                              | 57      | 10      | 36        | 92   | Electric Universe                      |
| 1987 | "System of Survival"                                    | 60      | 1       | 1         | 54   | Touch the World                        |
| 1987 | "Thinking of You"                                       | 67      | 3       | 1         | 94   | Touch the World                        |
| 1987 | "Evil Roy"                                              | —       | 22      | 38        | —    | Touch the World                        |
| 1987 | "You and I"                                             | —       | 29      | —         | —    | Touch the World                        |
| 1988 | "Turn On (The Beat Box)"                                | —       | 26      | —         | —    | The Best of Earth, Wind & Fire, Vol. 2 |
| 1990 | "For the Love of You"                                   | —       | 19      | —         | —    | Heritage                               |
| 1990 | "Heritage"                                              | —       | 5       | —         | —    | Heritage                               |
| 1990 | "Wanna Be the Man"                                      | —       | 46      | —         | —    | Heritage                               |
| 1993 | "Sunday Morning"                                        | 53      | 20      | —         | —    | Millennium                             |
| 1993 | "Spend the Night"                                       | —       | 42      | —         | —    | Millennium                             |
| 1993 | "Two Hearts"                                            | —       | 88      | —         | —    | Millennium                             |
| 1997 | "Revolution"                                            | —       | 89      | —         | —    | In the Name of Love                    |
| 1999 | "September 1999"                                        | —       | —       | —         | 25   | -                                      |
| 2003 | "All in the Way" (con The Emotions)                     | —       | 77      | —         | —    | The Promise                            |
| 2005 | "The Way You Move" (con Kenny G)                        | —       | —       | —         | —    | Illumination                           |
| 2005 | "Pure Gold"                                             | —       | 76      | —         | —    | Illumination                           |
| 2005 | "Show Me The Way" (con Raphael Saadiq)                  | —       | —       | —         | —    | Illumination                           |
| 2006 | "To You" (con Brian McKnight)                           | —       | 71      | —         | —    | Illumination                           |
| 2006 | "Get Your Hump on This Christmas" (con Cleveland Brown) | —       | —       | —         | —    |                                        |
| 2013 | "My Promise"                                            | —       | —       | —         | —    | Now, Then & Forever                    |